# Kriegerdenkmal Zießau
Das Kriegerdenkmal Zießau ist ein denkmalgeschütztes Kriegerdenkmal im Ortsteil Zießau der Gemeinde Arendsee in Sachsen-Anhalt. Im örtlichen Denkmalverzeichnis ist das Kriegerdenkmal unter der Erfassungsnummer 094 61234 als Kleindenkmal verzeichnet.

## Allgemeines
Das Denkmal, südlich des denkmalgeschützten Schulgebäudes, ist den gefallenen Soldaten des Ersten und Zweiten Weltkriegs gewidmet. Es besteht aus einem großen Findling auf einen mehrstufigen Sockel aus Natursteinen mit einer Gedenktafel. Die Gedenktafel enthält keine namentliche Nennung der Gefallenen, sondern eine allgemeine Inschrift. Im oberen Drittel ist eine Tafel mit einem Stahlhelm angebracht.
Die Ehrenliste der Gefallenen des Ersten Weltkriegs ist erhalten geblieben.